# Нечаевка (Черкасская область)
Неча́евка (укр. Нечаївка) — село в Черкасском районе Черкасской области Украины.
Почтовый индекс — 19642. Телефонный код — 472.

## Население
Население по переписи 2001 года составляло 858 человек.

### Языковой состав
Родной язык населения по данным переписи 2001 года:
| Язык       | Численность, чел. | Доля     |
| ---------- | ----------------- | -------- |
| Украинский | 831               | 96,85 %  |
| Русский    | 27                | 3,15 %   |
| Итого      | 858               | 100,00 % |

## Местный совет
19641, Черкасская обл., Черкасский р-н, с. Вергуны, ул. Ленина, 122/1